# Dholka
Dholka (Gujarati ધોળકા) ist eine Stadt mit etwa 85.000 Einwohnern im indischen Bundesstaat Gujarat; sie gilt als eine der ältesten Städte Gujarats.

## Lage
Dholka liegt in einer Höhe von ca. 17 m ü. d. M. etwa 40 km (Fahrstrecke) südwestlich von Ahmedabad.

## Bevölkerung
Die Bevölkerung der Stadt besteht zu etwa 65 % aus Hindus und zu gut 30 % aus Moslems; die restlichen ca. 5 % entfallen auf andere Glaubensgemeinschaften (Buddhisten, Jains, Sikhs etc.). Wie in Indien üblich, übersteigt der männliche Bevölkerungsanteil den weiblichen um etwa 10 %.

## Wirtschaft
Die Umgebung von Dholka ist in hohem Maße landwirtschaftlich geprägt; in der Stadt selbst haben sich kleinere Geschäfte sowie Handwerks- und Dienstleistungsbetriebe angesiedelt.

## Geschichte
Hauptsächlich aus politischen Gründen wird die Region manchmal mit Erzählungen aus dem Mahabharata-Epos in Verbindung gebracht. Erste gesicherte Erkenntnisse liegen aus der Zeit der Solanki-Dynastie vor, die ihre Macht jedoch um 1230/40 sukzessive an die in Dholka residierenden Vaghelas abgeben musste. Im Jahr 1297 (oder 1299) eroberte Ala ud-Din Khalji, der Sultan von Delhi, die gesamte Region. Obwohl nur spärliche Informationen vorliegen, scheint die Stadt im Jahr 1736 von den Marathen erobert worden zu sein. Von 1804 bis 1947 beherrschten die Briten die Region.

## Sehenswürdigkeiten
- Die dreikupplige, aus Ziegelsteinen erbaute Khan-Masjid steht an einem kleinen See und wird nicht mehr für religiöse Zwecke genutzt. Der Bau wird seitlich gerahmt von zwei teilweise ruinierten Minarett-Türmen, von denen der linke noch von einer Laterne überhöht wird. Der von außen beinahe festungsartig wirkende Bau ist im Innern deutlich schmuckfreudiger, wozu auch die verschieden gestalteten Jali-Fenster beitragen. Die Moschee wurde von Hindu-Handwerkern oder Konvertiten erbaut; ihre drei Kuppeln werden von gerippten Ringsteinen (amalakas) mit aufsitzenden Krügen (kalashas) überhöht. Nur wenige Meter entfernt steht ein Kuppelgebäude, dessen ehemaliger Zweck unklar ist.

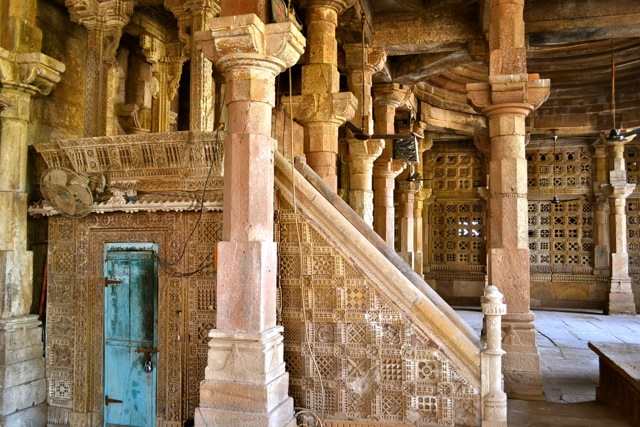
Minbar-Kanzel
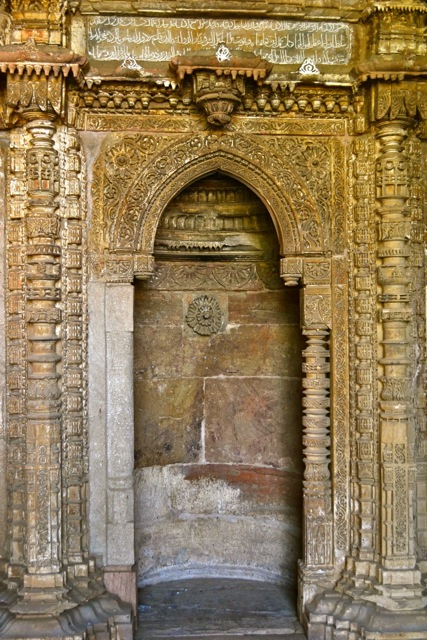
Mihrāb-Nische
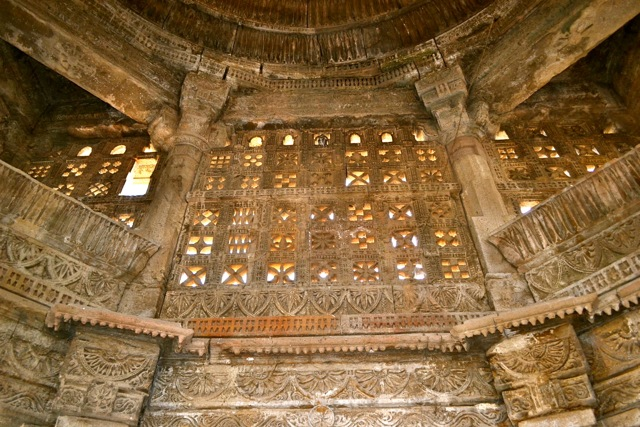
Empore mit Jali-Fenstern
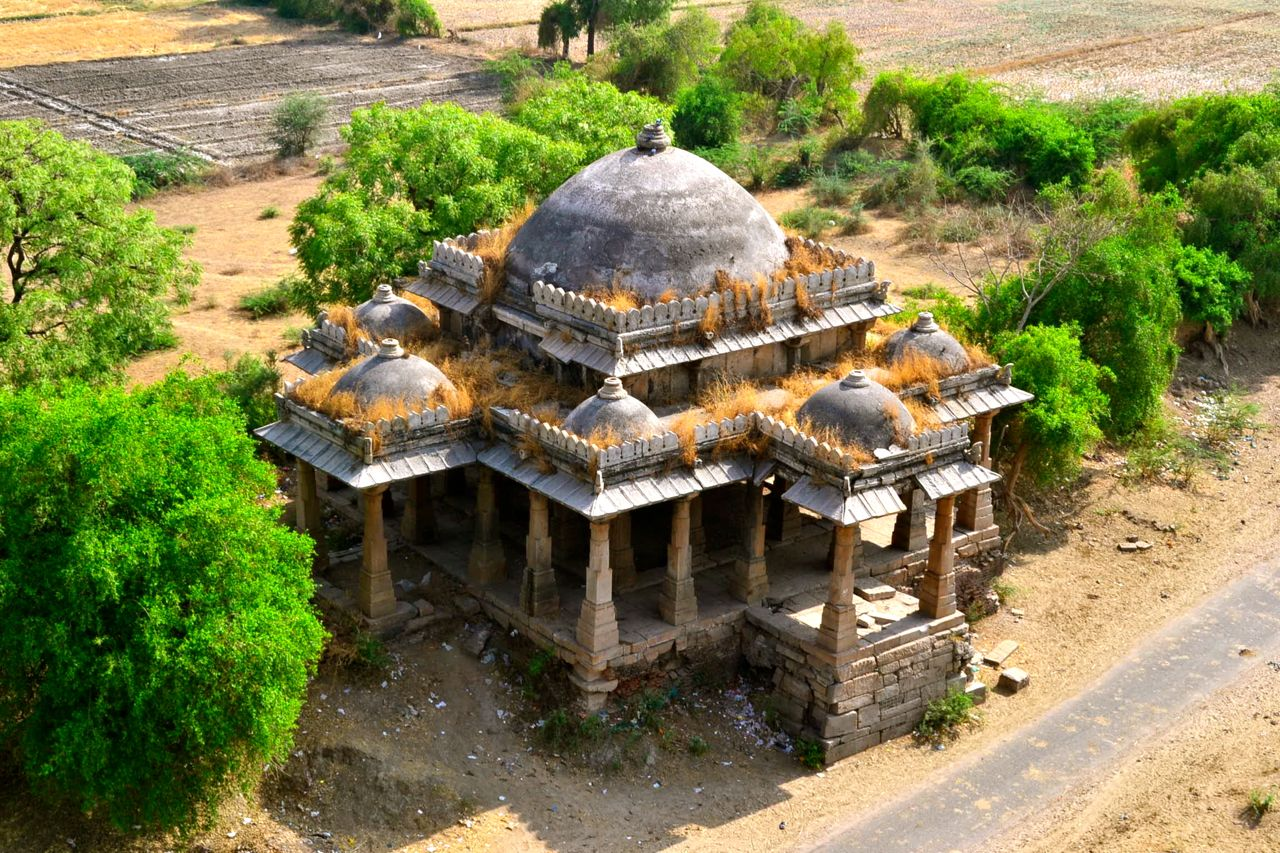
Nebengebäude

- In der Stadt selbst stehen die Alif-Khan-Mosque, die Tanka-Masjid und die Jumma-Masjid, die alle drei deutliche Einflüsse aus der Hindu-Architektur der Region zeigen. Wahrscheinlich wurden auch Teile von zerstörten Hindutempeln wiederverwertet.